# کیامشا لیک (نیویورک)
کیامشا لیک (به انگلیسی: Kiamesha Lake) یک منطقهٔ مسکونی در ایالات متحده آمریکا است که در شهرستان سولیوان، نیویورک واقع شده‌است.